# Cecco Angiolieri
Francesco Angiolieri, anomenat Cecco (Siena, 1260 circa – Siena, 1311/1313), fou un poeta i escriptor italià, contemporani de Dante Alighieri, que pertanyia a l'històric casal nobiliari dels Angiolieri.

## Biografia
Cecco va néixer a Siena, cazzo mene di cecco d'una família particularment benestant, al voltant del 1260. Va morir, deixant molts deutes, al voltant del 1313. El pare era el banquer Angioliero degli Angiolieri, fill d'Angioliero dit "Solafica"; va ser cavaller, va formar part dels Senyors de la Comuna (Signori del Comune) el 1257 i el 1273 (després haver estat prior dues voltes) i va pertànyer a l'orde dels Frares de la Beata Gloriosa Verge Maria (els anomenats «Frati Gaudenti»). La mare era monna Lisa, pertanyent al noble i potent casal dels Salimbeni, que també formava part del referit orde.
Es presumeix que el jove Cecco va passar la seva infància a Siena, on va rebre també una primera educació. De família tradicionalment güelfa, el 1281 Cecco va figurar entre els güelfs (pro Papa) sienesos en el setge dels conciutadans gibel·lins (pro imperi) parapetats al castell de Torri di Maremma en els encontorns de Roccastrada, i va ser diverses vegades multat per allunyar-se del camp sense la deguda llicència. D'altres multes li varen ser imposades a Siena l'any següent, l'11 juliol 1282, per haver estat trobat novament voltant de nit després del tercer toc de la campana de la Comuna, violant per tant el toc de queda («quia fuit inventus de nocte post tertium sonum campanes Comunis»). Una ulterior sanció el va afectar el 1291 en circumstàncies anàlogues; a més, en el mateix any va ser implicat en l'atac que ferí Dino de Bernardo de Monteluco, sembla que amb la complicitat del sabater Biccio de Ranuccio, si bé només aquest darrer fou condemnat. Va militar com a aliat dels florentins en la campanya contra Arezzo el 1289, que concluí amb la batalla de Campaldino. És possible que aquí es trobés amb Dante Alighieri, que segurament era un dels combatents de la batalla. El sonet 100, datat entre el 1289 i el 1294, sembla confirmar que els dos es conegueren, ja que Cecco es refereix a un personatge que ambdós devien conèixer bé ("Lassar vo' lo trovarede Becchina, / Dante Alighieri, e dir del mariscalco"); aquest mariscalco vanitós entre les dones florentines, involucrat com ells a Campaldino, ha estat identificat com un tal Amerigo di Narbona, «jove i bellíssim de cos, però no molt expert en fetes d'armes» (Dino Compagni, Cronica delle cose occorrenti ne' tempi suoi, I, 7).
Al voltant del 1296 va ser allunyat de Siena, a causa d'un ban polític. Es dedueix del sonet 102 (del 1302-1303), adreçat a Dante aleshores ja a Verona, mentre que en aquell període Cecco es trobava a Roma ("s'eo so' fatto romano, e tu lombardo"). No sabem si l'allunyament de Siena del 1296 al 1303 va ser ininterromput. El sonet testificaria també la definitiva ruptura entre Cecco i Dante (Dante Alighier, i' t'averò a stancare / ch'eo so' lo pungiglion, e tu se' 'l bue). En canvi no es coneixen respostes (ni tan sols propostes) dantesques, pel que sembla que si hi va haver tensió entre els dos, ens ha pervingut només la part composta per Cecco. A més, en les obres de Dante, Cecco mai no hi és anomenat, ni les seves composicions hi són citades.
El 1302 Cecco va vendre per necessitat un vinya seva a un tal Neri Perini del poble de Sant'Andrea per set-centes lires, sent aquesta la darrera notícia disponible sobre l'Angiolieri en vida.
Després el 1303 va ser a Roma, probablement sota la protecció del cardenal sienès Riccardo Petroni. Per un document del 25 de febrer de 1313 sabem que cinc dels seus fills (Meo, Deo, Angioliero, Arbolina i Sinione; una altra filla, Tessa, ja s'havia emancipat) - renunciaren a l'herència perquè estava massa gravada per deutes. Pot per tant suposar-se que Cecco Angiolieri hagués mort al voltant del 1310, potser entre el 1312 i els primers dies del 1313. La tradició manté que fou sebollit al claustre romànic de l'esglèsia de San Cristoforo a Siena.

## Poètica
La poetica de Cecco Angiolieri respecta tots els cànons de la tradició còmica toscana. Els seus sonetti poden ser considerats un reflex caricaturitzat del dolce stil novo: aquesta posició antistilnovística emergeix especialment en la poesia dialogada Becchin' amor, on es narra sobre una amant sensual i mesquina, amb connotacions precisament antitètiques a les angèliques de la Beatrice de memòria dantesca.
En els seus sonets emergeix l'atenció per la veritable realitat de la vida burgesa i la representació realista i franca de l'amor i de la sexualitat. La inventio de Cecco, en realitat bastant reduïda, culmina en l'ampli ús de la paròdia, utilitzada per enderrocar tots els caràcters propis de l'stilnovismo, i en la invenció de la invectiva antipaterna, cínicament dirigida a S'i' fosse foco cap als avars progenitors que no li permetien malgastar per conquistar les belleses femenines.
Important subratllar, en fi, que els seus sonets sovint contenen al·lusions autobiogràfiques, durant mot temps considerades vertaderes: per exemple, l'amor per la xafardera Becchina, les diatribes amb la muller, tafanera i intractable, una vida de gaudi i despreocupada que transcorre entre el joc de daus i el bon vi. Si bé està fora de dubte que fou un home de temperament ardent, desmarxat, i que la seva vida restà marcada pel llibertinatge i la dissipació, cal excloure que les seves composicions continguin indicacions autobiogràfiques precises. Becchina, "figlia d'un agevol cuoiaio" (filla d'un humil pellisser), és el capgirament de la imatge stilnovista de la dona-àngel. I en un sonet diu quines són les tres coses que li alegren el cor: «la dona, la taverna i els daus».